# Hermandad de la Soledad de San Buenaventura (Sevilla)
La Hermandad de la Soledad es una cofradía católica de la ciudad de Sevilla, Andalucía, España. Procesiona en la Semana Santa el Viernes Santo. Tiene su sede en el convento franciscano de San Buenaventura desde 1849.
El nombre completo de la corporación es Real, Ilustre y Franciscana Hermandad y Cofradía de Nazarenos de la Santa Cruz en el Monte Calvario, Santísimo Cristo de la Salvación y Nuestra Señora de la Soledad.

## Historia
Por la terrible peste que asoló Sevilla en 1649, hubo que habilitar plazas públicas como cementerios. En el enterramiento de Caño Quebrado se colocó una cruz de hierro. Este lugar se encontraba junto a la actual plaza de los Carros (Montesión).
En 1656 los parientes de los finados y vecinos devotos instituyeron una hermandad en honor de la Santa Cruz, y fueron un tal Francisco Sánchez con un grupo de veintiocho personas los que ordenaron unas reglas de trece capítulos y fundaron la hermandad. En 1674 se le añadieron a los estatutos tres capítulos más.
En 1841 se trasladaron, junto con la cruz de hierro, al templo del suprimido convento de monjas de la Concepción. Poco después se trasladaron al convento de San Juan de la Palma. En 1844 son aprobadas las nuevas reglas de la hermandad por Isabel II.
Residiendo en la Iglesia de San Juan de la Palma se convierte en cofradía de penitencia en 1847, aprobando la autoridad eclesiástica sus nuevas reglas y fijándose como día de procesión el Viernes Santo. En 1849 se trasladan a la iglesia del convento franciscano de San Buenaventura, saliendo por primera vez durante la Semana Santa de 1852.
El Viernes Santo de 1909 presencian el paso de la Cofradía S. M. la Reina Amelia de Portugal, acompañada de su hijo, el que fuera Rey D. Manuel II. El 21 de noviembre del mismo año, siendo Hermano Mayor José Sánchez Lozano, se nombra Camarera Honoraria a la Reina Amelia y Hermano Mayor Honorario a su hijo el Rey Manuel II. El 21 de diciembre la Mayordomía Mayor de la Casa Real contesta aceptando y agradeciendo los nombramientos, así como a la incorporación de las Armas de Portugal al escudo de la hermandad.
En 1915 estrenaron un paso barroco dorado que posteriormente fue adquirido porla Hermandad del Amor de Jerez de la Frontera., a su vez fue comprado por la Hermandad de la Vera-Cruz de Aguilar de la Frontera. 
En 1947 Jorge Ferrer realiza una cruz de guía para las procesiones con forma similar a la primigenia.
En 1948, por organizarse el Santo Entierro Grande, la Virgen procesionó el Martes Santo.
En 1968 la cruz original fue colocada en el altar de la iglesia de San Buenaventura.
Por su vinculación con la iglesia del convento franciscano, en 1980 obtuvo carta de Hermandad Franciscana.

## Virgen de la Soledad

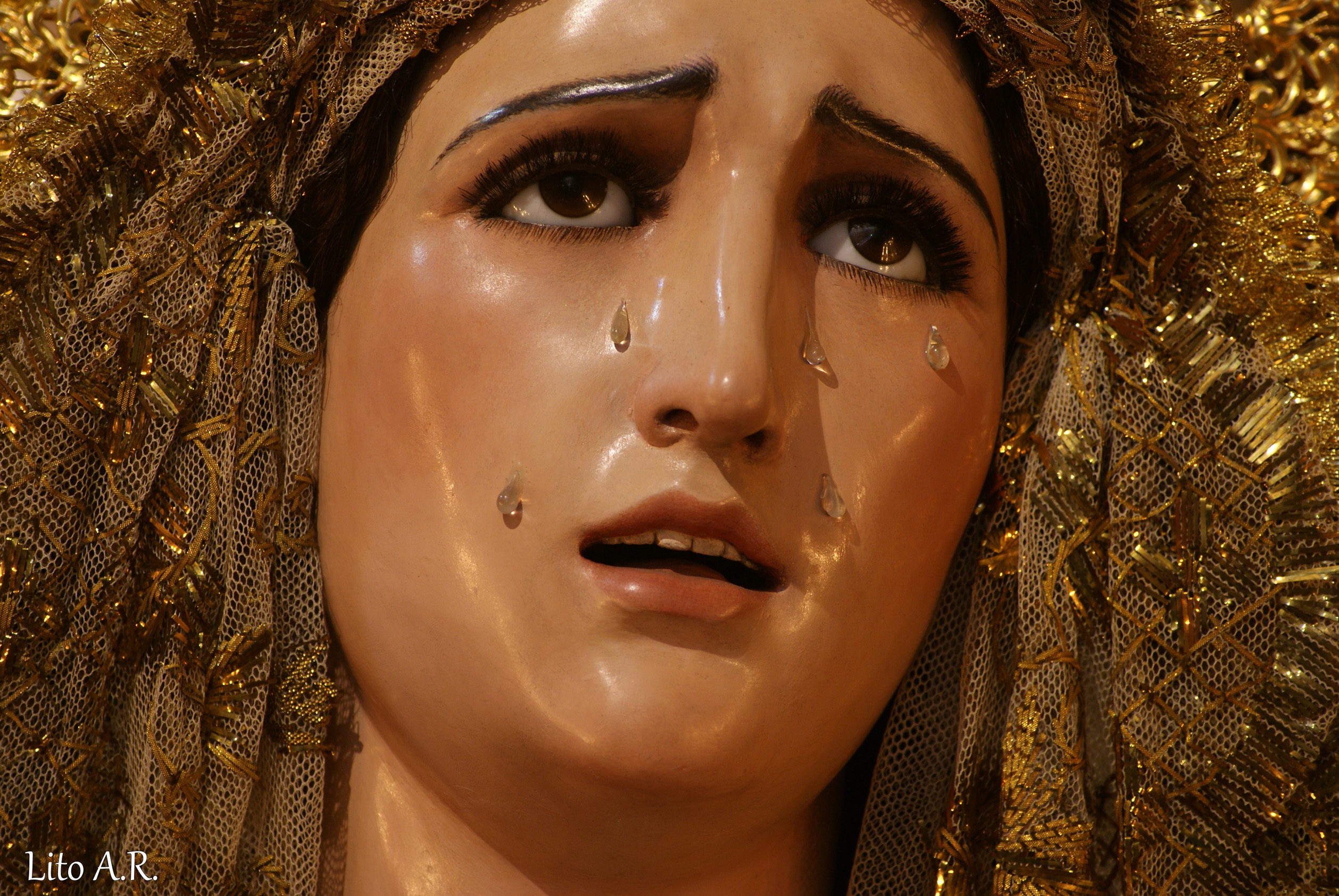
Virgen de la Soledad

El paso que procesiona en la tarde del Viernes Santo se representa a la Virgen en su Soledad, al pie de la cruz con escalera y sudario, siendo esta hermandad la primera en Sevilla en mostrar el misterio de la Soledad de María, sola y al pie de la Cruz. 
La imagen de la Virgen es tallada en 1851 por el imaginero Gabriel de Astorga y Miranda (hijo de Juan de Astorga). Para costearla, los duques de Montpensier dieron a la Hermandad una limosna de 320 reales. Al principio la Virgen estaba de rodillas, pero fue retocada por Sebastián Santos Rojas en 1954 para que fuese de pie, colocándole también nuevas manos. Fue restaurada por última vez en 1967 por Manuel Domínguez.

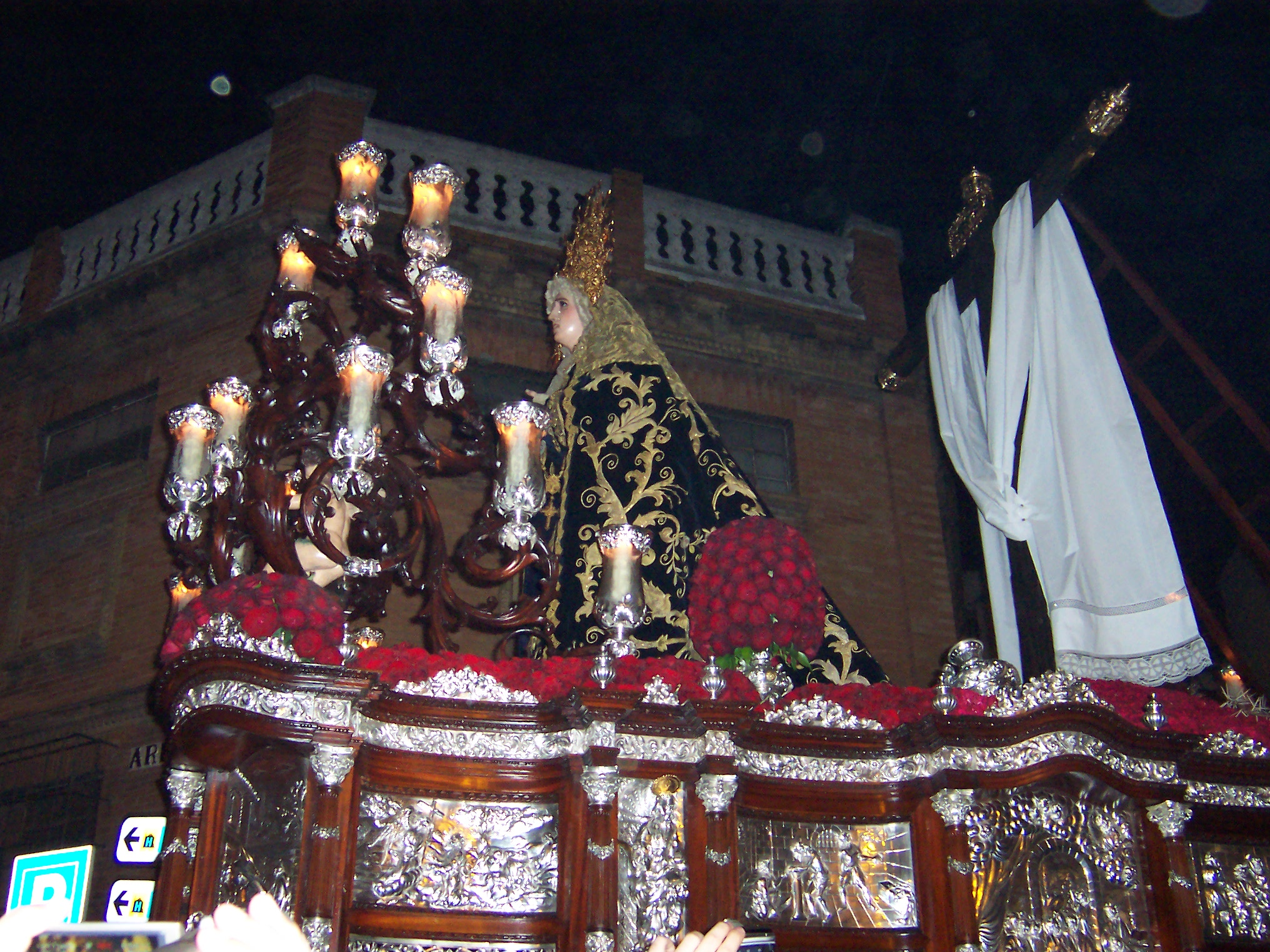
Virgen de la Soledad en su paso

Los faldones del paso están bordados en hilo de plata sobre fondo de terciopelo azul noche, fueron ejecutados por Talleres Salteras con dibujos de Remigio Díaz Ballesteros. Estos fueron restaurados y pasados a nuevo terciopelo en azul noche en el Taller de Mariano Martín Santonja.
El paso es de estilo neorrenacentista, en madera oscura de caoba, con casetones y orfebrería de plata y metal plateado, iluminado por candelabros de guardabrisas y ángeles querubines de Rafael Barbero Medina. 
El bellísimo canasto del paso fue diseñado por el orfebre Emilio García Armenta, que realizó los apliques de plata del nuevo paso en 1957. El canasto es de madera de caoba y plata de ley. La madera fue tallada por Manuel Guzmán Bejarano. En la finalización del paso también participaron el escultor y orfebre Manuel Domínguez y Manuel de los Ríos de Orfebrería Andaluza, este último realizó la capilla central y el Lignum Crucis, todo en orfebrería de plata de ley. La cruz sobre la que pende el sudario y escaleras lleva casquetes de plata dorada. 
En 1976 fue dotado de escenas y apliques de Manuel García Domínguez gracias al apoyo económico del mexicano Ricardo Cantú Leal. En 1992, Orfebrería Andaluza hizo los apliques de la parte delantera, que representan el triunfo de la Santa Cruz. 
La Virgen luce una diadema de oro de ley de Emilio García Armenta bendecida en 1955 y un puñal de oro con piedras preciosas ejecutado por el orfebre Fernando Marmolejo Camargo en 1958. El manto es de terciopelo azul-noche, bordado en oro en el Convento de Santa Isabel. La saya azul-Francia posee meritorios bordados en oro realizados por Piedad Muñoz. La saya asimétrica de color burdeos sobre bordados de oro la ejecutó Juan Manuel Rodríguez Ojeda en 1926.
En abril de 2021 es presentado el nuevo manto de salida, proyectado y ejecutado por el Taller de bordados de José Antonio Grande de León. La pieza se realizó en hilo de oro sobre terciopelo negro, cuya calle central es asimétrica, siendo los laterales simétricos. El manto, de corte decimonómico quedó expuesto en la Exposición In Nomine Dei en la Fundación Cajasol, estrenándose ya en la Semana Santa de 2022.

## Cristo de la Salvación

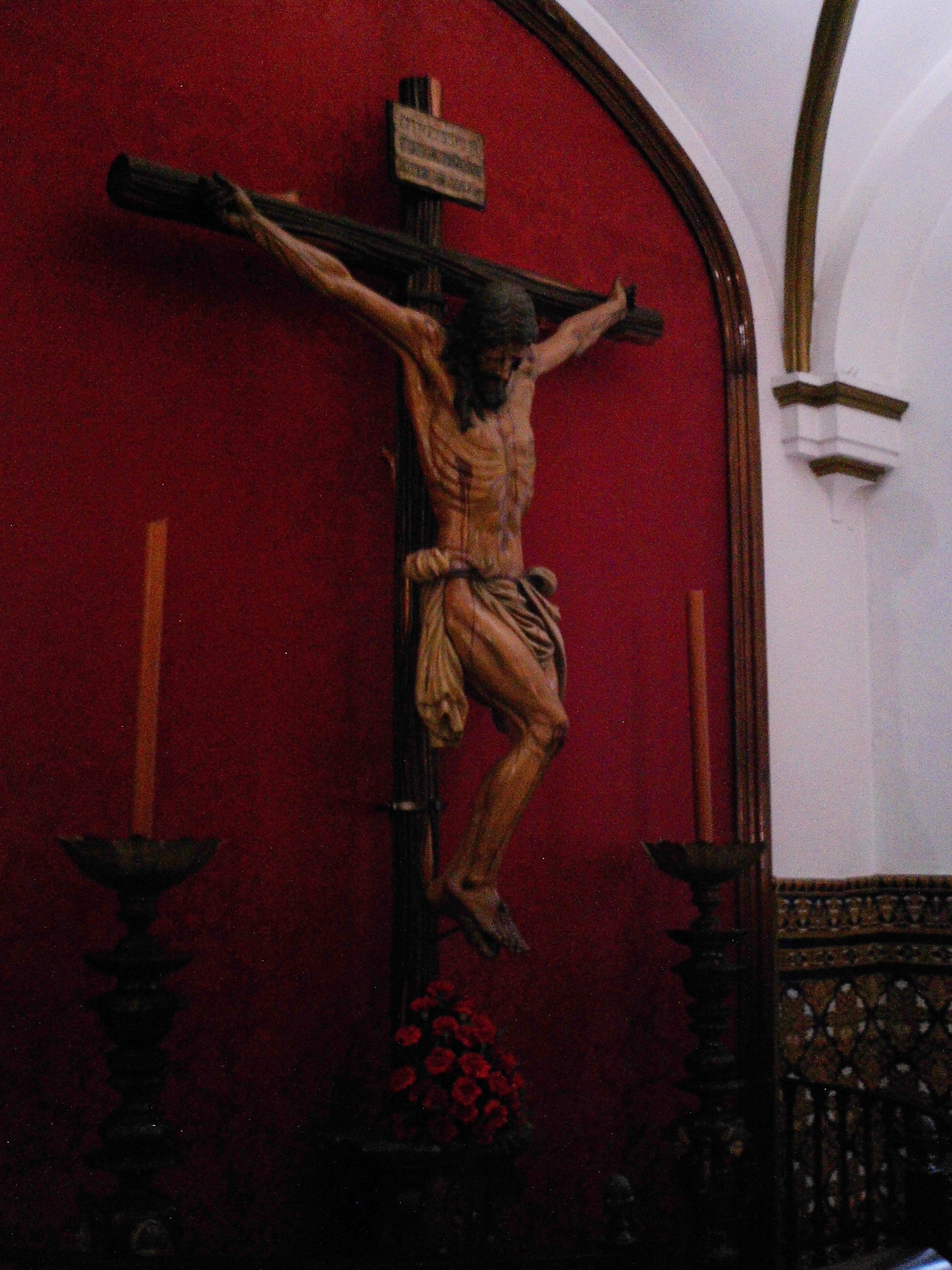
Cristo de la Salvación en su retablo

La hermandad cuenta con un crucificado, el Cristo de la Salvación, tallado por Manuel Cerquera en 1935. Pese a ser titular de la hermandad desde 1967 no procesiona. Fue restaurado en 1993 por Manuel Tobaja.

## Túnicas
Blancas, de cola, con antifaz negro y cinturón de esparto.

## Paso por la carrera oficial
| Predecesor: La Carretería | Orden de entrada en carrera oficial (Viernes Santo) 2.º lugar | Sucesor: El Cachorro |